# Кувардино
Кувардино — деревня в Кстовском районе Нижегородской области. Входит в состав Запрудновского сельсовета.

## Население
| 2002 | 2010 |
| ---- | ---- |
| 7    | ↗8   |

Национальный состав
Согласно результатам переписи 2002 года, в национальной структуре населения русские составляли 100% из 7 человек.